# Erasmus Pretschlaiffer

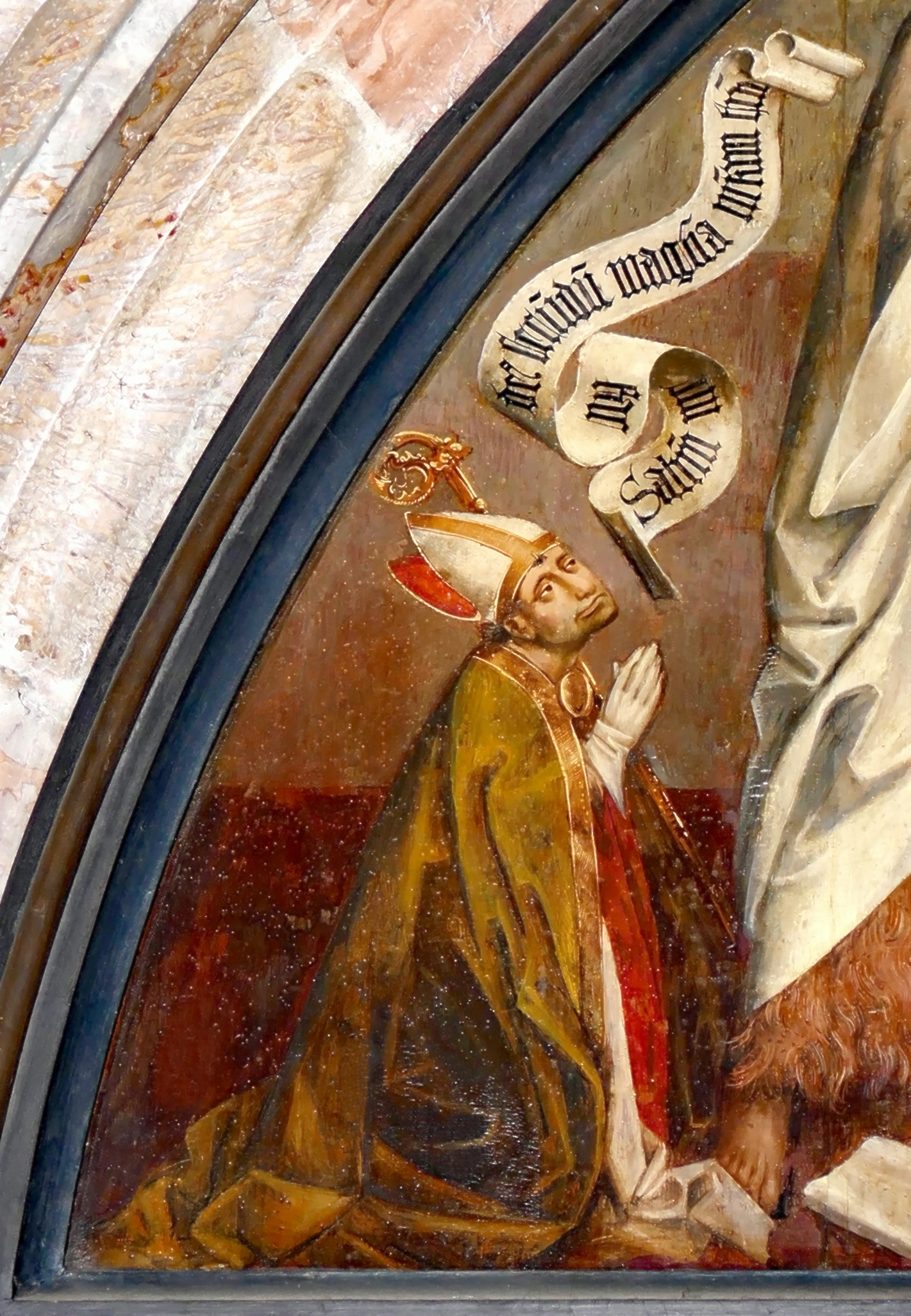
Ausschnitt mit Erasmus Pretschlaiffer als Stifter des Gemäldes Gnadenstuhl über dem inneren Nordportal der Berchtesgadener Stiftskirche

Erasmus Pretschlaiffer (oder auch: Pretschlaifer, Pretschlaipfer, Pretstorfer; † 4. September 1486) war erst Stiftsdekan und anschließend von 1473 bis 1486 Reichsprälat und Propst des Klosterstifts Berchtesgaden.

## Leben und Wirken
Die Familie der Pretschlaiffer hatte ihren Sitz in Tuntenhausen. Die Wahl von Erasmus zum Propst scheint nicht einhellig gewesen zu sein, da deren Bestätigung „mittels Aufgebot an den Pforten des Münsters (per edicta ad valvas ecclesiae) unter Widerspruch“ erfolgte. Doch hinsichtlich der inneren Verfassung und der Ökonomie des Stifts sahen sich die Kapitularen mit dem neuen Propst offenbar einig, so dass sie gemeinsam Papst Sixtus IV. baten, die Verfassung zu bestätigen. Der Papst ordnete zwar erst eine Untersuchung des Stifts durch den Salzburger Dompropst Kaspar von Stubenberg an, der jedoch offenbar „nicht tiefer blicken wollte“ und deshalb die Verfassung auch bestätigte.
1294 hatte sich bereits die weltliche Eigenständigkeit der um 1100 gegründeten Stiftspropstei durch die Erlangung der Blutgerichtsbarkeit für schwere Vergehen manifestiert. Ab 1380 zum Zepterlehen erhoben und auch im Reichstag mit Sitz und Stimme vertreten, war der Machteinfluss der Stiftspröpste noch weiter gestiegen und ihr Status mit Pretschlaiffers Vorgänger Bernhard Leoprechtinger dem eines Reichsprälaten gleichgestellt und seit 1455 von der „Metropolitangewalt“ des Fürsterzbistums Salzburg befreit – somit war Erasmus Pretschlaiffer auch in geistlichen Dingen (Spiritualien) nur noch dem Papst unterstellt.
1473 war ein Jahr großer Trockenheit im Berchtesgadener Land, so dass auf dem Untersberg „Wald und Heide“ brannten. Nachdem 1474 die Türken in Kärnten eingefallen waren und Salzburgische Stiftsgüter verheerten, wurde eine „Türkensteuer“ erhoben, die in kleinen Reichsgebieten wie das von Berchtesgaden zu einer „der drückendsten Lasten der Untertanen“ wurde. Trotzdem feierte der baierische Herzog Ludwig IX. (Bayern) 1475 in Landshut mit „beyspielloser Pracht“ die Vermählung seines Georg mit Hedwig von Polen (siehe auch: Landshuter Hochzeit) – auch Erasmus war dazu eingeladen und attestierte dem Erzbischof von Salzburg bei der Trauungszeremonie.
Pretschlaiffer musste wie seine Vorgänger nach wie vor die Verpfändung Schellenbergs samt seiner Saline an Salzburg hinnehmen, um die immensen Schulden des Klosterstifts an das Fürsterzbistum zu tilgen. Da die Verpfändung nicht ausreichte, verkaufte er auch auswärtige Stiftsgüter und erhob von den Berchtesgadener Bauern hohe Steuern. Dennoch sollten die Schulden an Salzburg erst 1556 vollends entrichtet sein. Ferner musste ab dem März 1485 eine Steuer für jedes aus Berchtesgaden über die Salzach verbrachte Fuder Salz an das Erzstift Salzburg entrichtet werden – woraufhin die bayerischen Herzöge ebenfalls Zoll auf das aus Bayern nach Salzburg eingeführte Salz und Getreide erhob.
Nichtsdestotrotz ist von dem Propst u. a. die Stiftung eines Triptychons (das so genannte Pretschlaipfer-Triptychon, siehe auch Meister von Großgmain) für die ehemalige Kapelle des Berchtesgadener Hofes in Salzburg bekannt. Und nach Leoprechtinger war auch Pretschlaiffer an der gotischen Ausgestaltung der Stiftskirche St. Peter und Johannes der Täufer in Berchtesgaden beteiligt und hatte die Wände der Seitenschiffe erhöhen und mit größeren Fenstern versehen lassen sowie darüber hinaus das Gemälde Gnadenstuhl über dem inneren Nordportal und deren komplette Vorhalle gestiftet. 

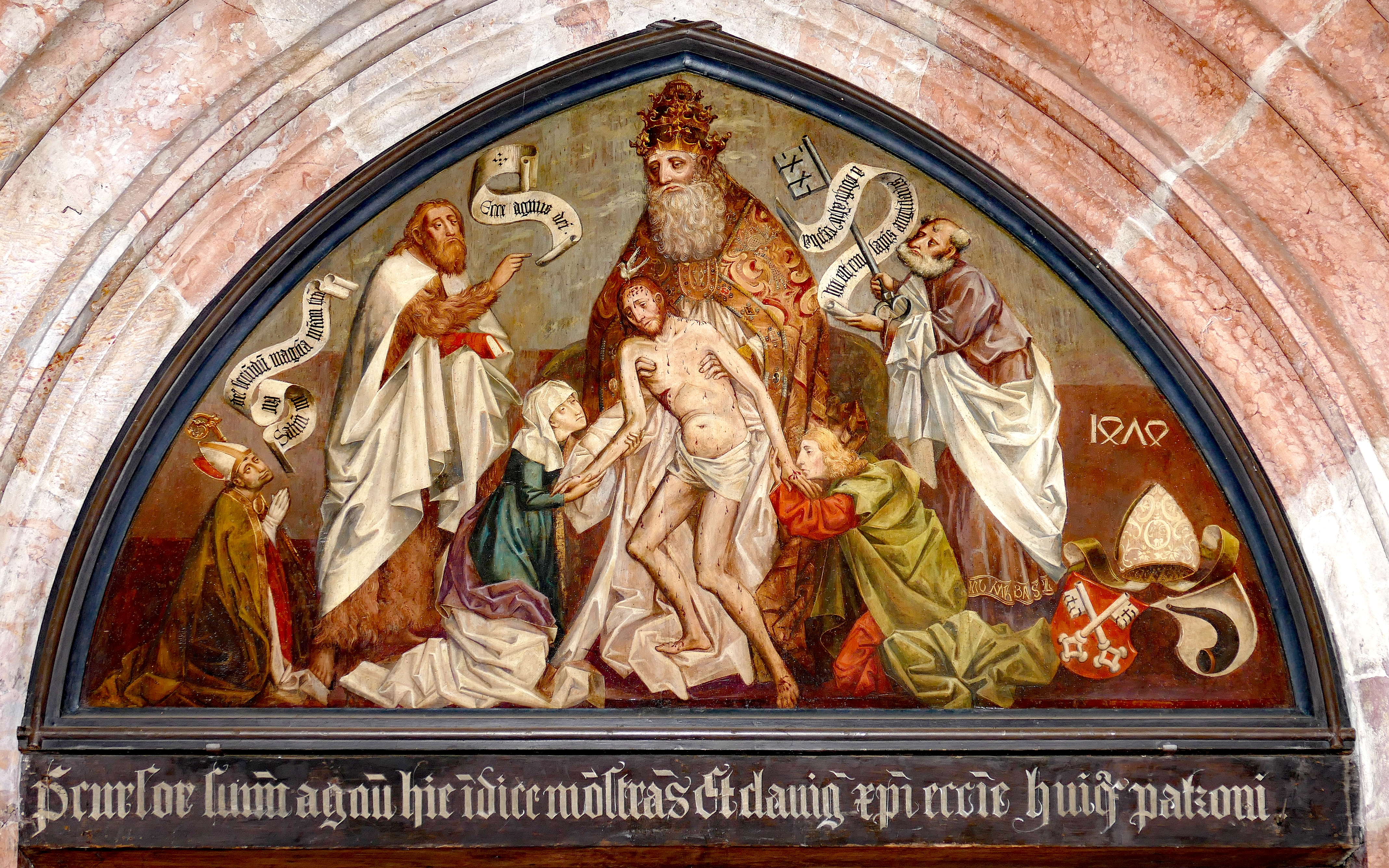
Gemälde Gnadenstuhl über dem inneren Nordportal der Berchtesgadener Stiftskirche
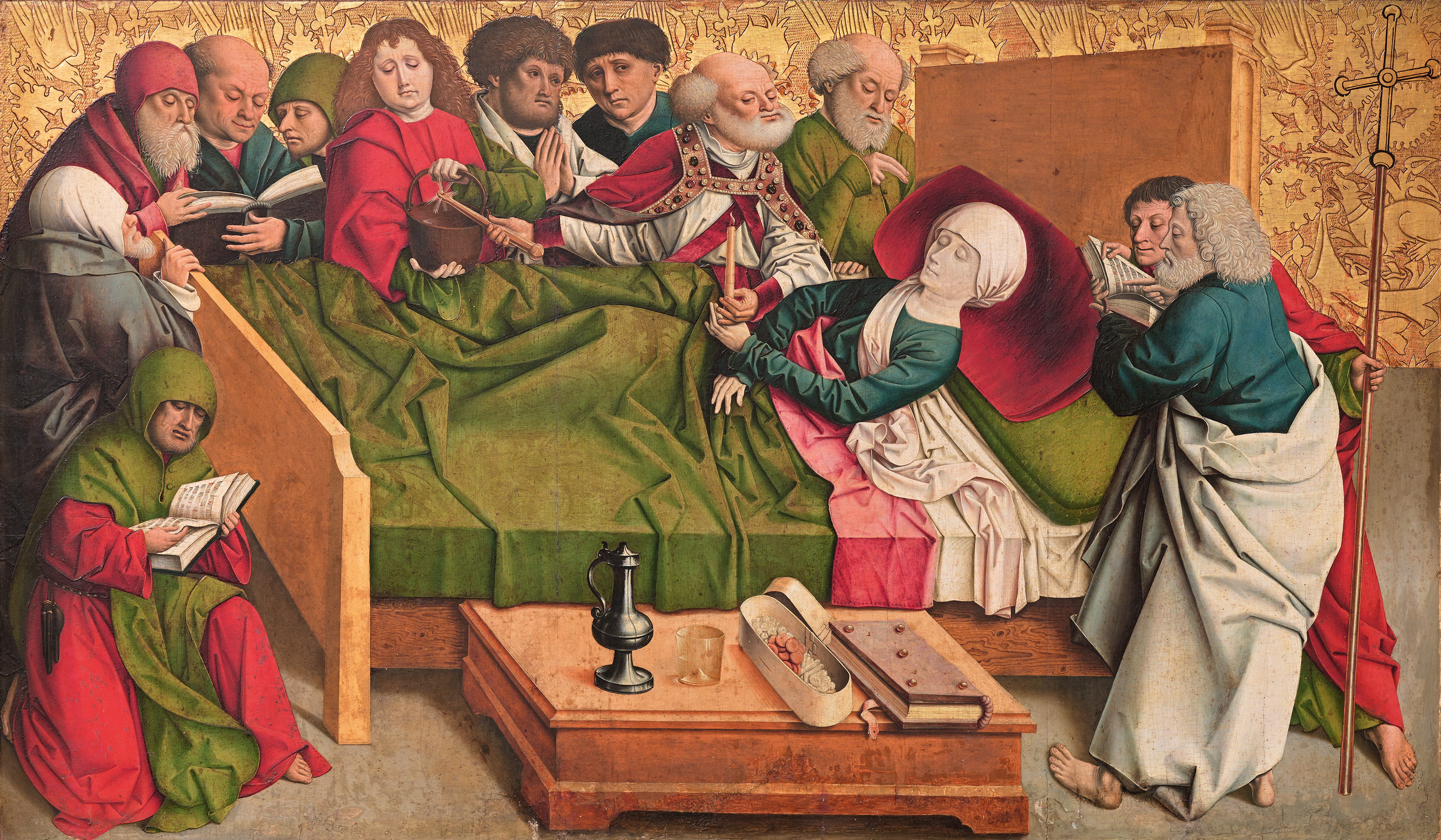
Marientod, Mitteltafel des sog. Pretschlaipfer-Triptychons, um 1480, Belvedere, Wien

Über die Umstände seines Todes am 4. September 1486 wie auch von dem Ort der Grabstätte Erasmus Pretschlaiffers ist nichts bekannt.